# Jüdischer Friedhof (Bad Driburg)

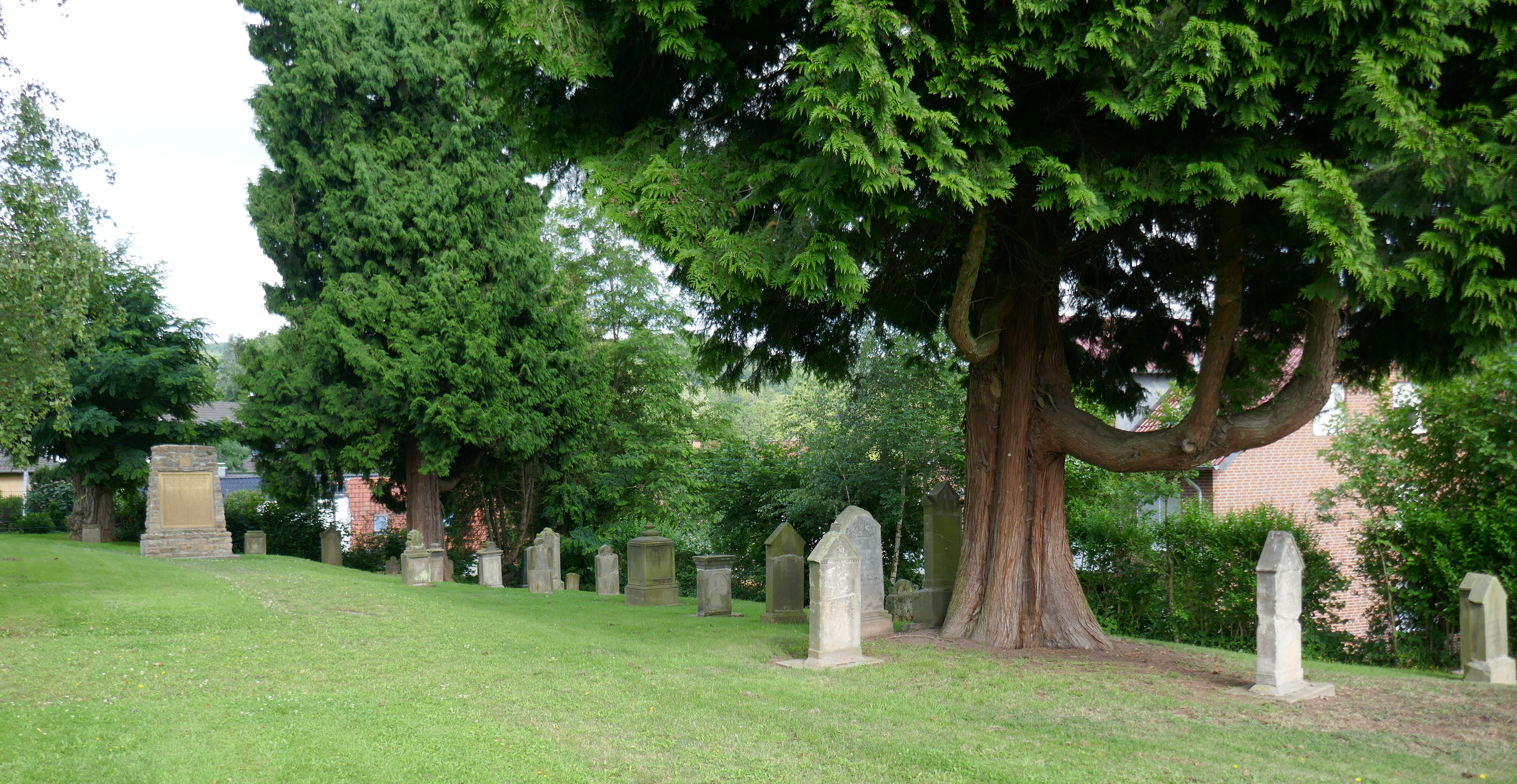
Jüdischer Friedhof in Bad Driburg

Der Jüdische Friedhof Bad Driburg befindet sich in der Stadt Bad Driburg im Kreis Höxter in Nordrhein-Westfalen. Als jüdischer Friedhof ist er ein Baudenkmal.
Auf dem Friedhof am Schirrmannweg direkt neben der Jugendherberge und dem Iburg Stadion befinden sich ca. 53 Grabsteine.

## Geschichte
Der älteste erhaltene Grabstein ist auf das Jahr 1823 datiert. Im Jahr 1940 fand die letzte Beerdigung – ohne Grabstein – statt.